# Mohan Singh Deb
Mohan Singh Deb (ur. 3 stycznia 1909 w wiosce Ugoke, Indie Brytyjskie, zm. 26 grudnia 1989 w Jugiana, Indie) – indyjski wojskowy (kapitan), komendant Indyjskiej Armii Narodowej w randze generała w początkowej fazie jej istnienia, a następnie jeden z jej dowódców, indyjski działacz polityczny w okresie powojennym.

## Życiorys
Był synem rodziny chłopskiej pochodzącej z wioski Ugoke koło Sialkot (obecnie na terytorium Pakistanu). Po śmierci ojca jego matka przeniosła się do swoich rodziców w wiosce Badiana w tym samym dystrykcie. Po zakończeniu edukacji w 1927 roku. Mohan Singh Deb wstąpił do 14 Pułku Pendżabskiego Brytyjskiej Armii Indyjskiej. Po przeszkoleniu wojskowym w Hrozpur przydzielono go do 2. batalionu. Służył w Północno-Zachodniej Prowincji Granicznej. W 1931 roku został wybrany na kandydata na oficera. W związku z tym szkolił się 6 miesięcy w Kitchener College w Nowgong, a następnie 2,5 roku w Indyjskiej Akademii Wojskowej w Dehradun. W 1934 roku dostał roczny przydział do brytyjskiego 2 Pułku Granicznego, po czym powrócił do macierzystego 14 Pułku Pendżabskiego. Służył w jego 1. batalionie. W 1940 roku awansował na kapitana. W tym czasie jego jednostka została wysłana na Daleki Wschód, co było związane z rosnącym zagrożeniem japońskim. 4 marca 1941 roku trafiła ona na Półwysep Malajski.
Po rozpoczęciu wojny przez Japonię niespodziewanym uderzeniem 7 grudnia na amerykańską bazę wojskową w Pearl Harbor na Hawajach, wojska japońskie wylądowały też na Malajach. 14th Punjab Regiment wraz z pozostałymi siłami brytyjskimi był zmuszony stale wycofywać się na południe. Kapitan Mohan Singh Deb z kilkoma żołnierzami stracił kontakt ze swoim batalionem. W rejonie miejscowości Alorstar nawiązał kontakt z oddziałem dowodzonym przez innego indyjskiego oficera Giani Pritama Singha, który porozumiał się z mjr. Fujiwara, szefem japońskiego wywiadu w regionie. W rezultacie w połowie grudnia kpt. Mohan Singh Deb poddał się Japończykom, po czym podjął z nimi kolaborację. Po upadku Kuala Lumpur 11 stycznia 1942 roku i Singapuru 15 lutego, do niewoli japońskiej dostało się ok. 50 tys. Hindusów. Mohan Singh Deb stanął na czele kolaboracyjnej formacji zbrojnej nazwanej Azad Hind Fauj (Armia Wolnych Indii), do której wstąpiło wielu hinduskich jeńców wojennych, głównie Sikhów. Miała ona walczyć u boku Cesarskiej Armii Japońskiej w celu wyzwolenia Indii spod brytyjskiego panowania. Do 1 września 1942 roku liczba ochotników osiągnęła ok. 20 tys. ludzi. Japończycy awansowali Mohana Singha Deba do rangi generała. Na konferencji Indyjskiej Ligi Niepodległościowej w Bangkoku 15-23 czerwca, został on mianowany głównodowodzącym Indyjskiej Armii Narodowej (INA). Jednakże duży wzrost liczebny formacji zaniepokoił Japończyków. W grudniu została ona ostatecznie rozwiązana, a kpt. M. Singha Deba aresztowano i zesłano do Pulau Ubin. Po objęciu przywództwa Indyjskiej Ligi Niepodległościowej i INA przez przybyłego z Niemiec Subhasa Czandra Bose na początku lipca 1943 roku, M. Singh Deb został zwolniony. Powrócił do służby w INA jako jeden z jej dowódców. Uczestniczył w japońskiej ofensywie na obszarze Birmy w lutym 1944 roku, a następnie w ciężkich walkach 1 Dywizji INA w północnych Indiach (patrz np. bitwa o Imphal). Pod koniec 1944 r. siły japońsko-indyjskie zostały jednak zmuszone do odwrotu do Birmy. INA w liczbie ok. 40 tys. żołnierzy wzięła jeszcze w styczniu 1945 roku udział w końcówce kampanii birmańskiej, wystawiając tam łącznie dwie dywizje – w rejonie Mandalay. Ostatecznie na wiosnę Rangun został zajęty przez Brytyjczyków.
W okresie maj-czerwiec większość oficerów i żołnierzy INA, w tym gen. M. Singh Deb, dostało się do niewoli brytyjskiej. Zostali oni odesłani do Indii, gdzie większość wypuszczono na wolność do końca 1945 roku Mohan Singh Deb, podobnie jak inni żołnierze INA, byli uważani za bohaterów narodowych. Po odzyskaniu przez Indie niepodległości 15 sierpnia 1947 roku i podziale kraju na Indie i Pakistan, został zmuszony do przeniesienia się do Indii. Otrzymał ziemię w wiosce Jugiana koło miejscowości Ludhiana, gdzie zamieszkał. Zaangażował się w działalność polityczną, wstępując do Indyjskiego Kongresu Narodowego. Został wybrany do wyższej izby indyjskiego parlamentu, gdzie zasiadał przez dwie kadencje. Zabiegał o pomoc i odpowiednie uczczenie byłych żołnierzy INA. Zmarł 26 grudnia 1989 roku w Jugiana.